# Mateo de la Cruz
Mateo de la Cruz y Burgos (San Agustín de Talca, 1776-Talca, 30 de agosto de 1814) fue bachiller y capitán de caballería chileno.

## Familia
Cuarto hijo de Vicente de la Cruz y Bahamonde y de Josefa Burgos Fonseca. Contrajo matrimonio con Francisca Donoso Henríquez (hija de Juan Luis Donoso y Arcaya y de María Mercedes Henríquez Baeza) en Talca el 3 de septiembre de 1802, con quien tuvo diez hijos que fueron; Francisca, Rosalía, Rosauro, Nicolás, Hilario, Andrés, Pastoriza, Matea, Filomena y Telesfora.
 Es sobrino de Juan Albano Pereira Márquez, Juan Manuel, Anselmo y Nicolás de la Cruz y Bahamonde. Primo de Juan y Casimiro Albano Cruz.

## Estudios
Colegial de Convictorio Carolino de Santiago, con matrícula de 1792, donde curso cánones y leyes hasta 1799, filosofía en 1794, alumno de la real universidad de San Felipe, matriculado el 1 de abril de 1793 donde estudio filosofía, física y también cánones y leyes recibiéndose de bachiller en estas últimas asignaturas en 1804.

## Carrera militar
Teniente del regimiento de milicias de caballería del rey por despacho de fecha 20 de abril de 1803, con calidad de noble estampada en su hoja de servicio, capitán de caballería del rey en 1809. Junto a su padre se mantuvo en la facción monárquica de la región.

## Muerte
Participó en las fuerzas realistas en el Combate de Quechereguas (1814), que eran tierra de su padre y tíos, donde resultó derrotado. Testo en Talca falleciendo el 30 de agosto de 1814.